# Admiralengracht (Amsterdam)

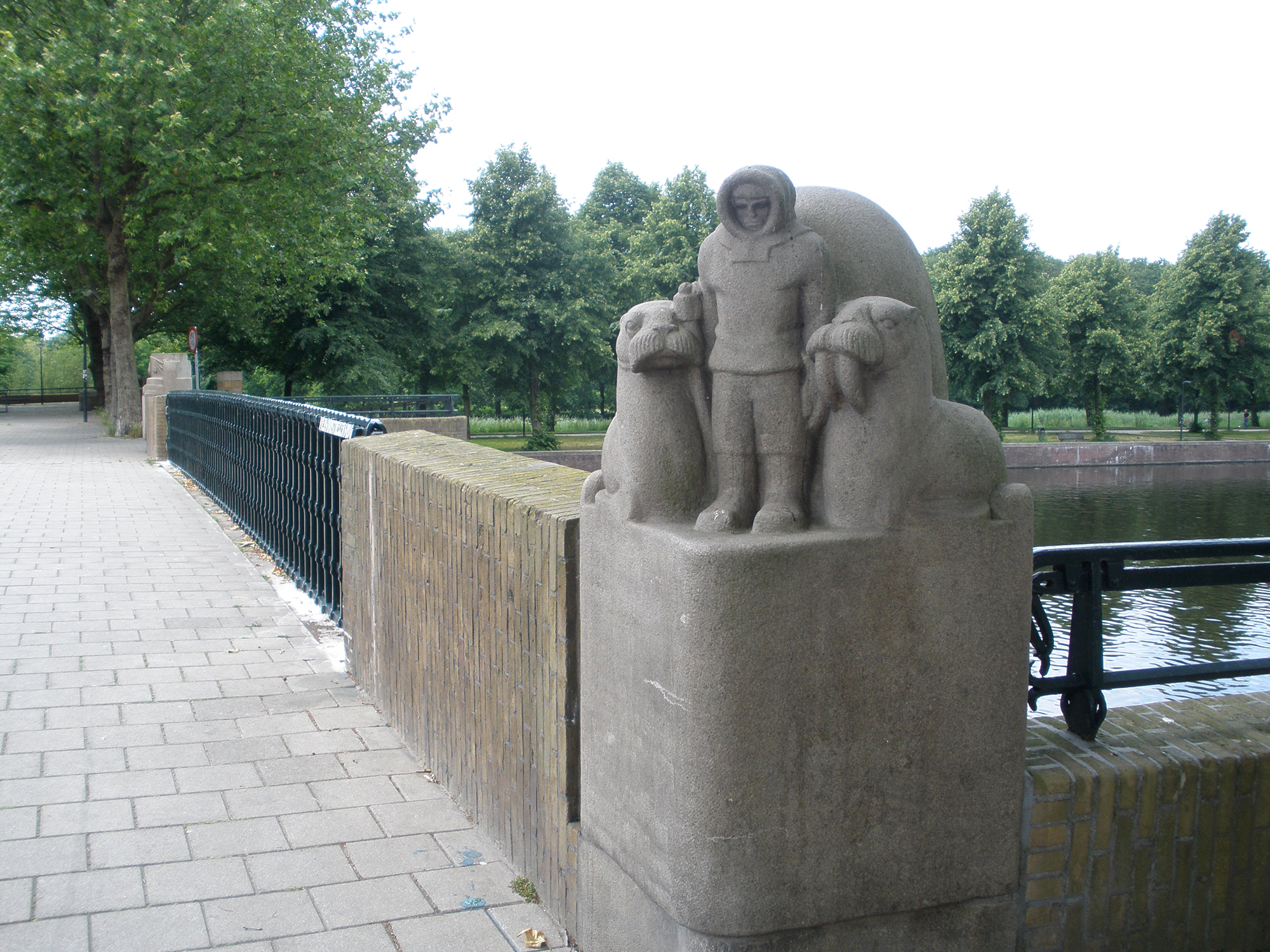
De Vierwindstrekenbrug (met beelden van Hildo Krop) over de Admiralengracht.

De Admiralengracht is een kanaal en straatnaam in Amsterdam-West, de gracht werd aangelegd in de jaren twintig als onderdeel van het Plan West.
De gracht kreeg zijn naam in 1924, naar de Hollandse en Zeeuwse admiraals uit de 16e, 17e, 18e en 19e eeuw, waarnaar in de omliggende wijk, de Admiralenbuurt, vele straten zijn genoemd. Voordien lag hier de Molensloot (ook wel Machinesloot genoemd) die leidde naar de Zuidermolen, die in 1898 vervangen is door het Gemaal Kostverloren, dat op zijn beurt in 1951 werd gesloopt.
De gracht loopt van de Kostverlorenvaart, bij de Postjeswetering, naar het noorden, tot de Erasmusgracht, bij het Erasmuspark en het Wachterliedplantsoen.
Daarmee maakt de Admiralengracht deel uit van de vaarroute tussen de Kostverlorenvaart (en daarachter de binnenstad en Amsterdam-Zuid) en de Westelijke Tuinsteden met de Sloterplas.
De gracht wordt gekruist door de volgende straten:
- Postjesweg met de Machineslootbrug (brug nr. 358)
- Jan Evertsenstraat met de Molenslootbrug (brug nr. 359)
- Jan van Galenstraat met de Vierwindstrekenbrug (brug nr. 381)

De drie bruggen zijn alle gebouwd in de stijl van de Amsterdamse School. Verder is er een voetbrug, tegenwoordig geheten Groentepraambrug (brug 129), maar in de buurt bekend als Het Groene Bruggetje, bij de Van Kinsbergenstraat.
Tot 1954 lagen de Admiralengracht en Postjeswetering op het polderpeil van de Sloterpolder (NAP -2.10 m) en er was daarom geen open verbinding met de Kostverlorenvaart die op stadsboezempeil lag. Er was een overtoom voor het transport van kleine groenteschuiten onder de Baarsjesweg door, tussen het gemaal en de Ambachtsschool. In 1954 werd de gracht verbonden met de Kostverlorenvaart en verhoogd naar het stadsboezempeil (NAP -0.40 m). Op de plek van de vroegere overtoom kwam een open waterbinding zonder brug, zodat de Baarsjesweg hier nu onderbroken wordt.
Naast de plek waar nu de Admiralengracht, de Postjeswetering en de Kostverlorenvaart samen vloeien, ligt het gebouw van de vroegere Ambachtsschool, later School voor Edelsmeden, thans Het Sieraad, een mooi voorbeeld van de Amsterdamse School.